# Йелмарен
Йелмарен (на шведски: Hjälmaren) е 4-тото по големина езеро в Швеция (ленове Сьодерманланд, Вестманланд и Йоребру). Площта му е 476,9 km², обемът – 3,0 km³, средната дълбочина – 6,2 m, максималната – 20 m.

## Географско характеристика
Езерото Йелмарен е разположено в източната част на Швеция, в историко-географската област Свеаланд, като западната му част попада в лена Йоребру, източната част – в лена Сьодерманланд, а малка част от северния му бряг – в лена Вестманланд. То заема плитка тектонска котловина с ледников произход. Има ниски брегове и силно разчленена брегова линия с дължина 357 km, удължена форма от запад на изток 58 km и максимална ширина от север на юг 18 km. В него са разположени няколко по-големи (Виньон, Бьоркьон, Волен, Есьон, Токеньон) и множество малки острови. От източния му ъгъл изтича река Ескилтюнаон, която се влива от юг западната част на езерото Меларен. Освен нея през 1639 г. е прокопан дългият 13 km плавателен канал Йелмаре (първият в Швеция), който свързва Йелмарен с Меларен.
Водосборният басейн на Йелмарен е с площ 3810 km². В него се вливат няколко малки реки, като най-голяма е река Свартон, вливаща се в най-западния му ъгъл, при град Йоребру.
Езерото Йелмарен е разположено на 22 m н.в., като колебанията на водното му ниво през годината са незначителни и плавни, с малко по-високо ниво през лятото. По този начин годишният му отток е почти постоянен и с малки отклонения. Замръзва през януари, а се размразява през април, но не всяка година и ледът е тънък и непостоянен.

## Стопанско значение, селища
В езерото се извършва транспортно и туристическо корабоплаване. Обект е на воден туризъм. По силно разчленените му брегове и заливи са разположени множество населени места, почивни станции, хотели, къмпинги и др., като най-голямото селище е град Йоребру в най-западната му част, а на изток от него, на река Ескилтюнаон, между него и езерото Меларен – град Ескилстюна.